# Matthew Cox
Matthew Cox, né le 2 mai 2003 à Londres, est un footballeur anglais qui évolue au poste de Gardien de but au Brentford FC.

## Biographie

### Carrière en club
Fils d'un coach de rugby à XV, c'est dans ce sport qu'il fait ses premiers pas à Cobham,,, avant d'être repéré par Chelsea à l'âge de huit ans, évoluant aux côtés de joueurs comme Tino Livramento ou Jamal Musiala,,.
Mais à ses 14 ans il n'est pas retenu dans le centre de formation de Chelsea, qui ne voit pas en lui assez de potentiel. Matthew Cox rejoint ainsi l'AFC Wimbledon en 2017, signant son premier contrat avec le club de Wimbledon en mai 2020, à seulement 17 ans,,,. 
Il est alors un des éléments les plus prometteurs du club londonien, s'étant illustré en 2019-2020 à la fois en Youth Alliance Cup (en) et dans la London Senior Cup (en),,.
Lors de la saison suivante, il apparait déjà régulièrement sur les feuilles de match du club de League One, s'imposant même comme le deuxième gardien derrière l'international néo-zélandais Nikola Tzanev (en), sous l'égide du coach Ashley Bayes (en), qui a avant Cox permis notamment l'éclosion d'Aaron Ramsdale,.
Matthew Cox est transféré au Brentford FC en juillet 2021,,.
Le 25 juillet 2023, il rejoint Bristol Rovers.

### Carrière en sélection
International anglais dès les moins de 17 ans,,, Matthew Cox est sélectionné en équipe d'Angleterre en juin 2022 pour prendre part à l'Euro des moins de 19 ans de 2022.
Titulaire dans les cages lors de la compétition qui a lieu en Slovaquie, il atteint avec les anglais la finale du championnat continental, après avoir battu l'Italie en demi-finale.

## Palmarès
| Angleterre -19 ans - Championnat d'Europe - Vainqueur en 2022 |